# 얼 보스틱

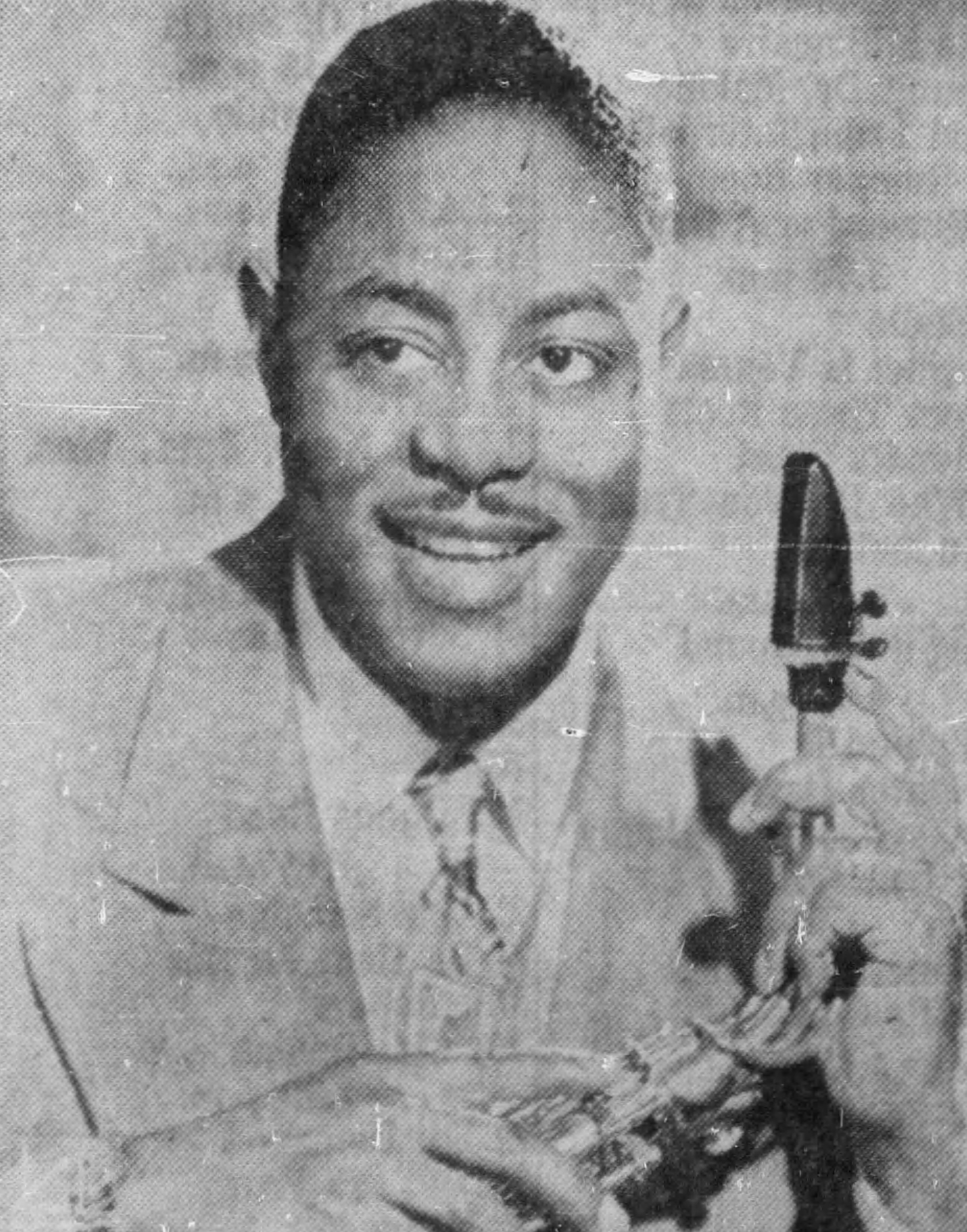

얼 보스틱(Earl Bostic, 1913년 4월 25일 ~ 1965년 10월 28일)은 리듬 앤 블루스 등의 무드 음악으로 유명했던 알토 색소폰 주자이다. 오클라호마주의 타르사에서 태어났다. 뉴올리언스의 자비아 대학에서 화성 등을 배웠다. 그 후 에드거 헤이스와 돈 레드만 악단을 거쳐 1941년에 자기 악단을 조직했다. 1945년에 재결성을 한 악단이 성공하였으며 히트 레코드에는 <플라밍고>(1951) 등이 있으며 작곡 및 편곡으로도 널리 알려져 있다.